# Mączniakowce

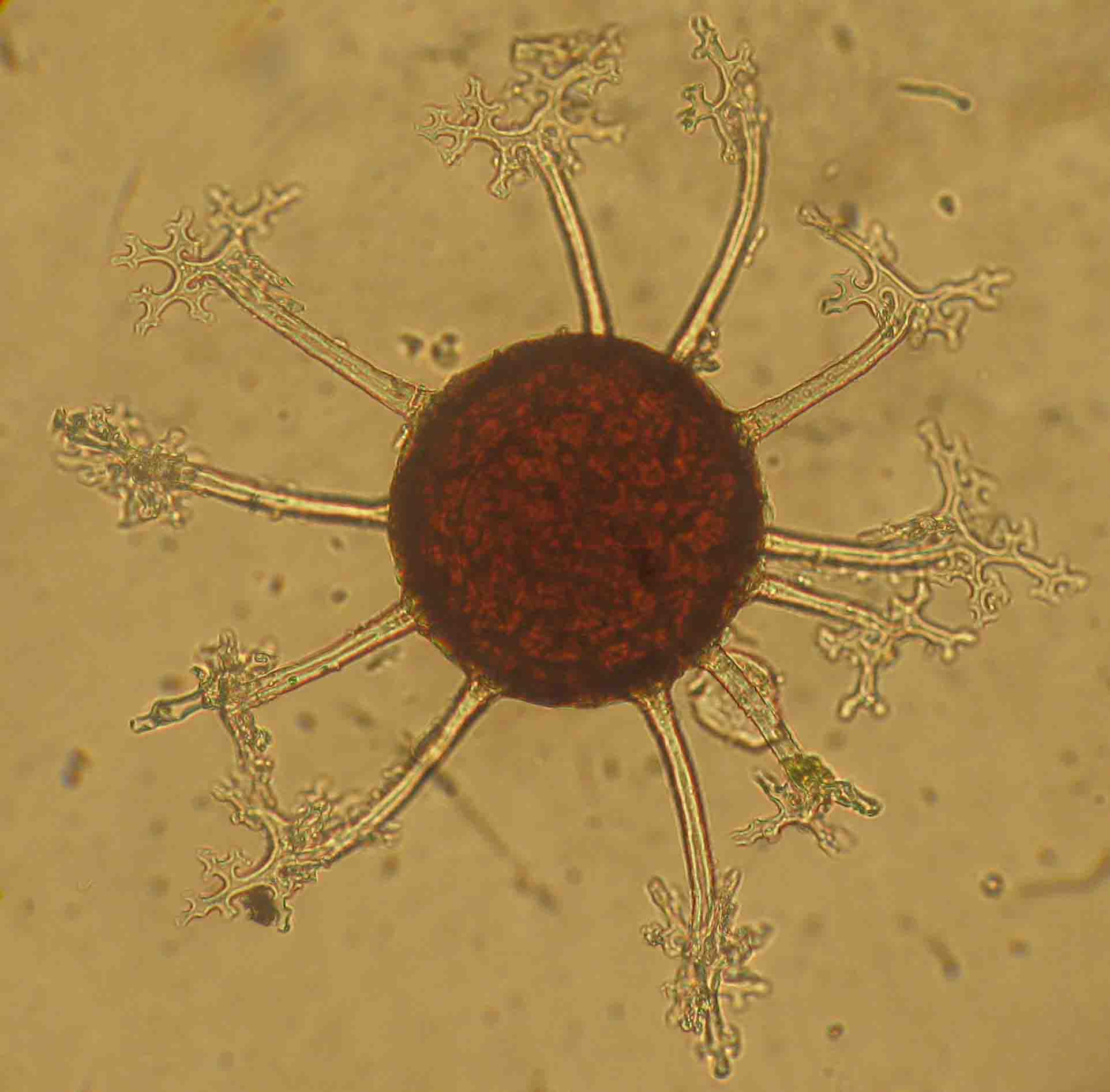
Klejstotecjum z przyczepkami u Erysiphe alpithoides

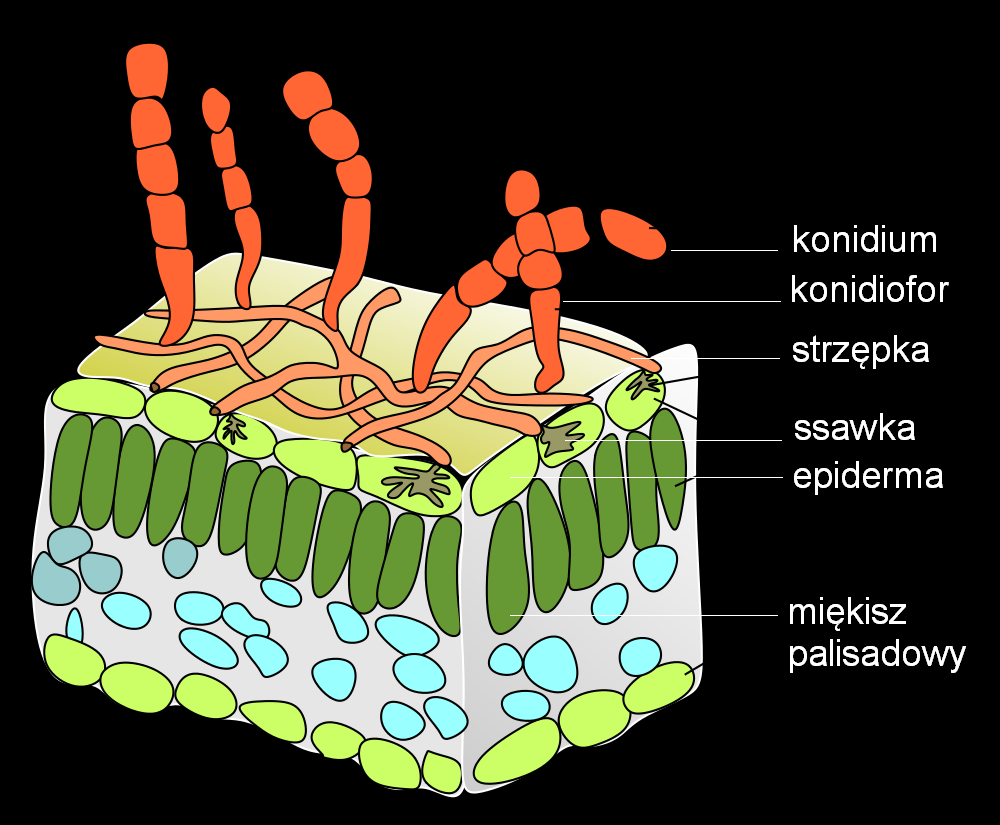
Grzybnia i konidiofory Erysiphe necator na skórce zaatakowanej rośliny

Mączniakowce (Erysiphales H. Gwynne-Vaughan) – dawniej wyróżniany rząd grzybów z klasy patyczniaków (Leotiomycetes,). W obecnej klasyfikacji według Index Fungorum należące do niego gatunki zostały włączone do rzędu tocznikowców (Helotiales).

## Morfologia i rozwój
Mączniakowce zbudowane są z rozgałęzionych strzępek. Strzępki są septowane, tzn. podzielone są poprzecznymi przegrodami (septami) na jednojądrowe komórki tworzące wielokomórkową grzybnię. Grzybnia rozwija się wyłącznie na powierzchni zaatakowanych roślin, przytwierdzając się do nich przylgami. Z przylg wyrastają cienkie strzępki wrastające do komórek epidermy zaatakowanej rośliny. Są to ssawki, za pomocą których grzybnia pobiera od gospodarza wodę i substancje odżywcze.
Rozmnażają się zarówno płciowo, jak i bezpłciowo. Rozmnażanie bezpłciowe dokonuje się poprzez zarodniki zwane konidiami i odbywa się wczesną wiosną i latem. Zaczyna się, gdy temperatura powietrza wzrasta powyżej około 15 °C. Konidia wytwarzane są w ogromnych ilościach na wzniesionych strzępkach zwanych konidioforami. Zarodniki konidialne przenoszone są poprzez wiatr, krople wody i owady na następne części roślin lub następne rośliny, dokonując ich zakażenia. Rozmnażanie płciowe odbywa się pod koniec lata i jesienią. Na powierzchni porażonych roślin powstają wówczas niewielkie, ciemne i mniej więcej kuliste owocniki typu klejstotecjum. Na owocnikach tych występują różnego rodzaju wyrostki zwane przyczepkami. Ich budowa ma duże znaczenie przy oznaczaniu gatunków. W perytecjach powstają worki, w których wytwarzane są w wyniku gametangiogamii zarodniki zwane askosporami. W jednym perytecjum znajduje się od jednego do wielu worków – w zależności od gatunku. U większości występujących w Polsce mączniakowców askospory zimują na powierzchni roślin, a wiosną rozwija się z nich nowa grzybnia. Wyjątkiem jest np. Neoerysiphe galeopsidis, u którego askospory powstają dopiero wiosną.

## Znaczenie
Mączniakowce są obligatoryjnymi pasożytami roślin, tzn. że mogą się rozwijać tylko na żywych roślinach. Są szeroko rozprzestrzenione na całym świecie. Występują zarówno na roślinach dziko rosnących, jak i na uprawnych. Pasożytują głównie na liściach i owocach roślin wyższych. Wywoływane przez nie choroby nazywane są mączniakami prawdziwymi, w odróżnieniu od „mączniaków rzekomych”, wywoływanych przez grzyby z grupy lęgniowców (Oomycota). Mączniaki prawdziwe są trudne do zwalczenia i wywołują duże szkody w gospodarce człowieka.

## Systematyka
Pozycja w klasyfikacji według Index Fungorum
Erysiphales, Leotiomycetidae, Leotiomycetes, Pezizomycotina, Ascomycota, Fungi.
Rodzaje
Według aktualizowanej klasyfikacji Index Fungorum bazującej na Dictionary of the Fungi przed 2020 r. rząd Eryspihales był taksonem monotypowym zawierającym jedną tylko rodzinę z kilkudziesięcioma rodzajami:
- rodzina Eryspihaceae Tul. & C. Tul. 1861 – mączniakowate
  - Blumeria Golovin ex Speer 1975
  - Brasiliomyces Viégas 1944
  - Caespitotheca S. Takam. & U. Braun 2005
  - Cystotheca Berk. & M.A. Curtis 1860
  - Erysiphe R. Hedw. ex DC. 1805 – mączniak
  - Farmanomyces Y.S. Paul & V.K. Thakur 2006
  - Golovinomyces (U. Braun) V.P. Heluta 1988
  - Leveillula G. Arnaud 1921
  - Microidium (To-anun & S. Takam.) To-anun & S. Takam. 2012
  - Neoerysiphe U. Braun 1999
  - Oidiopsis Scalia 1902
  - Oidium Link 1824
  - Ovulariopsis Pat. & Har. 1900
  - Parauncinula S. Takam. & U. Braun 2005
  - Phyllactinia Lév. 1851
  - Pleochaeta Sacc. & Speg. 1881
  - Podosphaera Kunze 1823
  - Sawadaea Miyabe 1914
  - Setoidium (R.T.A. Cook, A.J. Inman & C. Billings) R.T.A. Cook & U. Braun 2012
  - Streptopodium R.Y. Zheng & G.Q. Chen 1978
  - Takamatsuella U. Braun & A. Shi 2012
  - Typhulochaeta S. Ito & Hara 1915